# Agrias lugina
Agrias lugina är en fjärilsart som beskrevs av Hans Fruhstorfer 1902. Agrias lugina ingår i släktet Agrias och familjen praktfjärilar. Inga underarter finns listade i Catalogue of Life.